# Spilosoma subvaria
Spilosoma subvaria är en fjärilsart som beskrevs av Walker 1855. Spilosoma subvaria ingår i släktet Spilosoma och familjen björnspinnare. Inga underarter finns listade i Catalogue of Life.